# ジョアンナ・エンジェル
ジョアンナ・エンジェル（Joanna Angel、1980年12月25日 - ）は、アメリカ合衆国のポルノ女優。ニューヨーク州出身。